# فيلتينس أرينا
ملعب فيلتنس أرينا وهو الملعب الرئيس لنادي شالكه الألماني تبلغ سعته حوالي 61.524.
بني هذا الإستاد في عام 2001 حيث كان شالكه يلعب في إستاد Parkstadion، تسمية الملعب تعود على شركة راعية لشالكه هي شركة Veltins والمسمى الأصلي للملعب هو Arena AufSchalke.
يعد الملعب أحد أجمل ملاعب العالم وأفضلها جاهزية، وقد صنفه رئيس الاتحاد الدولي لكرة القدم فيفا جوزيف بلاتر بأنه ملعب من طراز خمس نجوم.يحوي الملعب على شاشة عملاقة كانت بالتعاون مع شركة الإلكترونيات فيليبس والآن مع شركة سامسونغ.ومن مميزات الملعب الأخرى السقف الذي يغلق ألكترونيا في أوقات المطر أو الجو الغير ملائم كي يحافظ الملعب على جاهزيته، والمزية الأخرى هي أن قاعدة العشب في الملعب إلكترونية وفي كل مرة بالإمكان أن تتحرك إلكترونيا إلى خارج الملعب لكي تتغذى من أشعة الشمس لتكون بأفضل حلة.الملعب أيضاً به جاهزية التحويل لملعب كرة يد أو أي رياضة أخرى بسهولة. كما أنه كان ولا زال مركزاً موسيقياً لاستضافته حفلات لشخصيات فنية مختلفة مثل المغني البريطاني روبي ويليامز أو فرقة الصخب الأمريكية "Metallica".من الاستضافات المهمة والأهم في تاريخ فيلتنز أرينا في عالم كرة القدم هي أنه استضاف مباريات مهمة في نهائيات كأس العالم 2006. ومنها على سبيل المثال المباراة التاريخية للأرجنتين ضد صربيا والتي انتهت بسداسية للأرجنتين
يعد ملعب شالكه (أرينا أوف شالكه) من أجمل الملاعب الألمانية، من مزايا الملعب البارزة حيث يمكن إغلاق السقف وإخراج أرض الملعب للتهوية إلى الخارج، والجدير بالذكر أن هذا الملعب من بين 12 ملعبا أقيمت بهم مباريات كأس العالم 2006 في ألمانيا.

## روابط إضافية
- الموقع الرسمي (بالإنجليزية)
- الموقع الرسمي نسخة محفوظة 8 أبريل 2016 على موقع واي باك مشين. (بالألمانية)